# Champions (Marvel)
De Champions was een fictief superheldenteam uit de gelijknamige stripserie van Marvel Comics. Ze werden bedacht door Tony Isabella en Don Heck, en verschenen voor het eerst in Champions #1 (Oktober, 1975). Het team was echter geen lang leven beschoren.
De volledige naam van het team was de Champions of Los Angeles. De Champions waren Marvel Comics eerste superheldenteam dat zich had gevestigd aan de westkust van de Verenigde Staten. De meeste andere helden van Marvel hadden hun basis in de buurt van New York.

## Publicatiegeschiedenis
Oorspronkelijk wilde schrijver Tony Isabella van de Champions een team van slechts twee leden maken, namelijk de voormalige X-Men Angel en Iceman. Maar uitgever Len Wein stond erop dat het team uit ten minste vijf personen moest bestaan, dus voegde Isabella enkele andere oud superhelden toe: Black Widow, Hercules, Ghost Rider en vanaf deel 11 ook Darkstar.
De Champions serie liep maar voor zeventien delen, ondanks dat toekomstig superster John Byrne de tekeningen verzorgde. De groep verscheen ook in Super Villain Team-Up #16, Ghost Rider (vol. 2) #17, Godzilla (vol.1) #3, Iron Man Annual #4, Avengers (vol. 1) #163 en Hulk Annual #7 (1978).
In de X-Force/Champions Annual '98 uit 1998 kwam de groep nog eenmaal bij elkaar, in een teamup met Marvels toenmalige westkust team. Maar sindsdien zijn de Champions definitief opgeheven.
In Uncanny X-Men #332 (1996) noemde Iceman het Champions team een grote vernedering, met de mededeling hoe moeilijk het wel niet was om superschurken te vinden in Los Angeles. De Champions werden ook genoemd in New Avengers #4 (2005).
De strip Giant-Size Hulk #1 (2006) bevatte een flashback over een gevecht tussen de Champions en de Hulk. Een gevecht dat She-Hulk bijna het leven kostte.

## Leden
| Karakter    | Alter ego                      | Lid sinds     |
| ----------- | ------------------------------ | ------------- |
| Black Widow | Natalia Alianovna Romanova     | Champions #1  |
| Hercules    | Herakles                       | Champions #1  |
| Angel       | Warren Kenneth Worthington III | Champions #1  |
| Iceman      | Robert "Bobby" Louis Drake     | Champions #1  |
| Ghost Rider | Johnny Blaze                   | Champions #1  |
| Darkstar    | Laynia Sergeievna Petrovna     | Champions #11 |

## Andere "Champions" teams
- Nova vormde ooit samen met Powerhouse en een paar andere helden het team Champions of Xandar.
- Heroic Publishing had een ander, verschillend superteam dat op dit moment bekendstaat als The League of Champions.
- Champions (role-playing game) bevat wederom een ander team genaam de Champions
- Recentelijk namen de Great Lakes Avengers de naam Great Lakes Champions aan, ondanks protesten van Hercules.